# تاكافومي وادا
تاكافومي وادا (和田貴史 وادا تاكافومي) هو ملحن ياباني ولد في 8 فبراير 1979 في محافظة تشيبا.

## أعماله في الدراما اليابانية
- ريسكيو (بالتعاون مع كي هانيوكا و يوشيهيكو إيشيزاكا)
- بوس (بالتعاون مع هيرويوكي ساوانو ويوكي هاياشي)
- سمكة النار
- فتاتي (بالتعاون مع هيرويوكي ساوانو)
- الرجل الصريح (بالتعاون هيرويوكي ساوانو)
- تراجع (بالتعاون مع كي هانيوكا ويوشيهيكو إيشيزاكا)
- هاردناتس! (بالتعاون مع أسامي تاتشيبانا)

## أعماله في السينما الشرقية
- ثندربولت فانتسي: أغنية الغرب (بالتعاون مع هيرويوكي ساوانو)

## أعماله في الدراما الشرقية
- ثندربولت فانتسي 2 (بالتعاون مع هيرويوكي ساوانو)
- ثندربولت فانتسي 3 (بالتعاون مع هيرويوكي ساوانو و KOHTA YAMAMOTO)

## أعماله في الأنمي

### مسلسلات أنمي تلفزيونية
- رايدباك
- هايسكول اوف ذا ديد
- الخطايا السبع المميتة (النصف الثاني؛ بالتعاون مع هيرويوكي ساوانو)
- الخطايا السبع المميتة: تلميحات الحرب المقدسة (بالتعاون مع هيرويوكي ساوانو)
- الخطايا السبع المميتة: إعادة إحياء الوصايا (بالتعاون مع هيرويوكي ساوانو و KOHTA YAMAMOTO)
- الخطايا السبع المميتة: غضب الملوك (بالتعاون مع هيرويوكي ساوانو و KOHTA YAMAMOTO)
- الخطايا السبع المميتة: قضاء الغضب (بالتعاون مع هيرويوكي ساوانو و KOHTA YAMAMOTO)
- سرالفة النهاية (بالتعاون مع هيرويوكي ساوانو، أسامي تاتشيبانا و ميغومي شيرايشي)
- سرالفة النهاية: معركة ناغويا (بالتعاون مع هيرويوكي ساوانو، أسامي تاتشيبانا وميغومي شيرايشي)
- تيرافورمارز ريفنج

### أفلام أنمي
- الخطايا السبع المميتة: أسرى السماء (بالتعاون مع هيرويوكي ساوانو)

## أعماله في ألعاب الفيديو
- فاير برو ريسلينغ D
- فاير برو ريسلينغ Z
- فاير برو ريسلينغ ريترنز
- After...
- أركانويد DS
- إس إن كاي غالز فايترز
- فاير إمبلم إيكوز: شادوز أوف فالنتيا

## وصلات خارجية
- تاكافومي وادا على موقع IMDb (الإنجليزية)
- تاكافومي وادا على موقع ميوزك برينز (الإنجليزية)
- تاكافومي وادا على موقع قاعدة بيانات الفيلم (الإنجليزية)

- صفحة IMDb